# Platinum (Album)
Platinum ist ein Musikalbum des britischen Rockmusikers Mike Oldfield. Es ist sein fünftes Studio-Album und wurde 1979 veröffentlicht. Es darf nicht mit The Platinum Collection von 2007 verwechselt werden.

## Stil
Nach den vier vorhergehenden Werken, zuletzt Incantations aus dem Jahr 1978, brach Oldfield mit dem bisherigen Stil. Zwar stand auf der A-Seite der Schallplatte mit dem Titelstück erneut ein sehr langes Werk, jedoch zeigte bereits dieses Werk deutliche Veränderungen. Bereits auf der Plattenhülle (und später auf CD-Veröffentlichungen) ist der Longtrack in mehrere einzeln benannte Teile gegliedert. Anstelle filigraner Arrangements für Keyboard und weitere Instrumente führt Oldfield die Melodien vorwiegend mit der E-Gitarre. Zudem verarbeitet er in Platinum gezielt Einflüsse aus dem Disco-Bereich, insbesondere was die Begleitung und Instrumentierung (Bläsereinsatz) angeht.
Auf der B-Seite der Schallplatte stehen erstmals in Oldfields Schaffen kürzere Lieder mit Gesang. Neben den Liedern Woodhenge und Sally bzw. Into Wonderland, die noch vom Folk und dem Stil der Vorgängeralben geprägt sind, stehen das Instrumentalstück Punkadiddle und die Coverversion des Gershwin-Stückes I Got Rhythm.
Noch bis einschließlich des Albums Crises aus dem Jahr 1983 behielt Oldfield den Albenaufbau bei, auf der A-Seite einen Longtrack und auf der B-Seite kürzere Nummern zu platzieren.

## Live at Montreux
Bei seinem Auftritt Live at Montreux 1981 überraschte Oldfield seine Fans mit einer auf 5 Mann plus Sängerin umgeschriebenen Interpretation, die im Gegensatz zur Albumversion ganz auf traditionelle Instrumente setzt.

## Titelliste

### Original (1979)
1. Platinum (Part 1): Airborne – 5:06
2. Platinum (Part 2): Platinum – 6:03
3. Platinum (Part 3): Charleston – 3:17
4. Platinum (Part 4): North Star/Platinum Finale – 4:43
5. Woodhenge – 4:06
6. Into Wonderland – 3:46 (auf einer Erstauflage stattdessen: Sally – 5:00)
7. Punkadiddle – 4:56
8. I Got Rhythm – 4:40

### Deluxe Edition (2012)
CD 1:
1. Platinum (Part 1): Airborne – 5:06
2. Platinum (Part 2): Platinum – 6:03
3. Platinum (Part 3): Charleston – 3:17
4. Platinum (Part 4): North Star/Platinum Finale – 4:43
5. Woodhenge – 4:06
6. Into Wonderland – 3:46
7. Punkadiddle – 4:56
8. I Got Rhythm – 4:40
9. Platinum (live studio session) – 5:12
10. North Star (2012 Mike Oldfield remix) – 8:11
11. Blue Peter – 2:06

CD 2 (Live at Wembley Arena, London, 28th May 1980):
1. Platinum – 20:43
2. Punkadiddle – 5:17
3. I Got Rhythm – 5:08
4. Polka – 3:43
5. Incantations – 22:32
6. Tubular Bells (Part 2) – 8:57
7. Guilty / Tubular Bells (Part 1) Finale – 6:33
8. Blue Peter / Portsmouth – 3:53
9. William Tell – 2:27

## Erfolg
Mike Oldfield hatte mit Platinum vor allem in Deutschland und Österreich einen großen Erfolg, weshalb er während seiner European Adventure Tour für das Album QE2 1981 auch allein 24 Konzerte in 22 deutschen Städten gab. Außerdem gelangte er in den Albumcharts auf Platz 11 und verfehlte so nur knapp die Top 10.